# Petare
Petare (Dulce Nombre de Jesús de Petare) is een stad in de Venezolaanse staat Miranda. De stad heeft 440.000 inwoners (schatting 2019).
De stad is onderdeel van de agglomeratie van Caracas, maar heeft een eigen commercieel centrum ontwikkeld. In Petare zijn twee universiteiten gevestigd: Universidad Santa María en Universidad Metropolitana. Armoede blijft een grote belemmering voor de ontwikkeling van de stad.

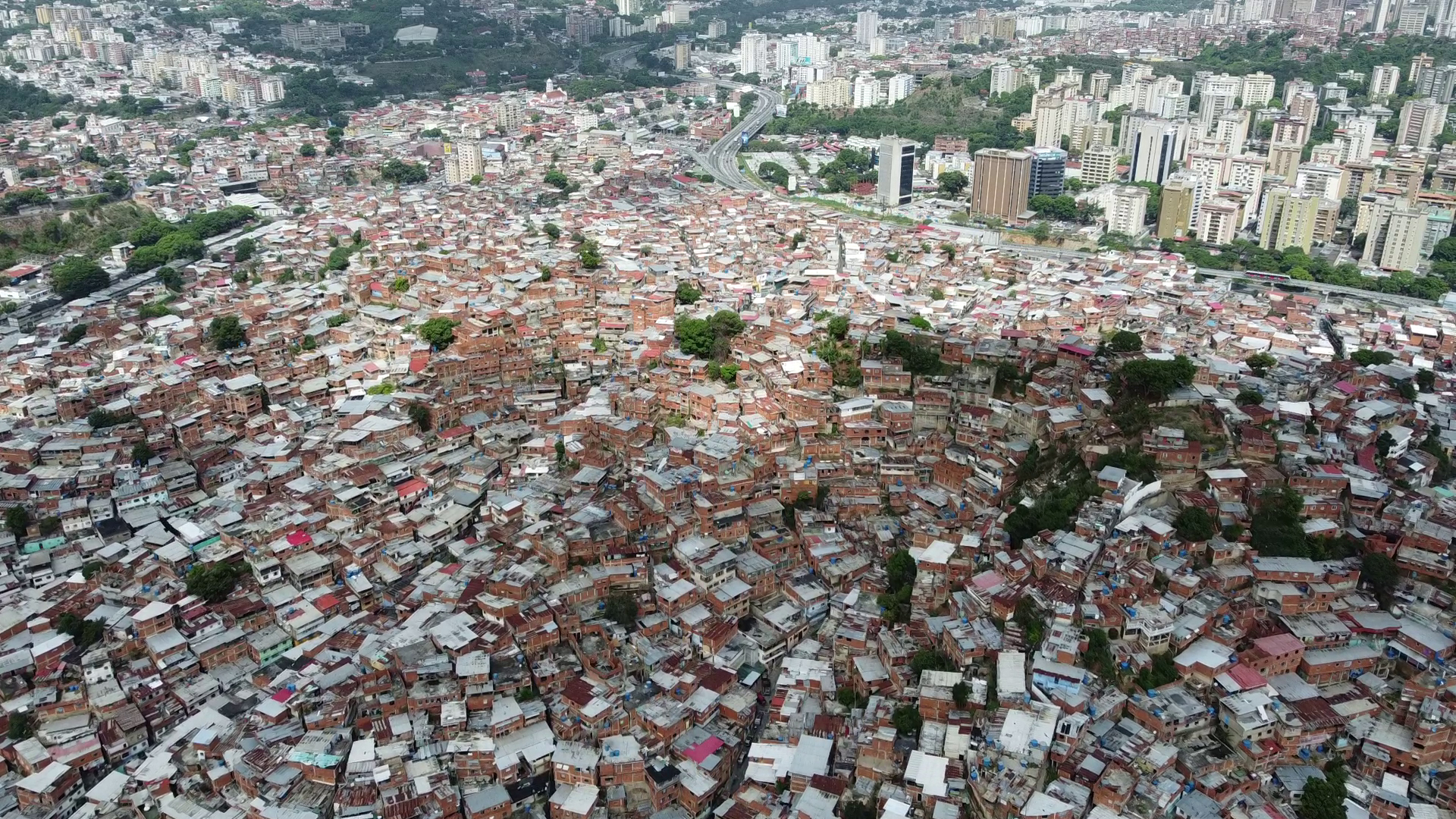
Sloppenwijk in Petare